# Del LaGrace Volcano
Del LaGrace Volcano (geboren als Debra Dianne Wood am 26. Juli 1957 in Orange, Kalifornien), auch bekannt als Della Grace und Della Disgrace, ist ein US-amerikanischer Mensch und arbeitet in der Fotografie, Performancekunst und aktivistisch zu nichtbinärer Geschlechtsidentität.

## Leben
Del LaGrace Volcano wurde intersexuell geboren und als Mädchen aufgezogen. Volcano studierte von 1979 bis 1981 Fotografie am San Francisco Art Institute und erhielt 1992 einen Masterabschluss in Fotografie an der University of Derby.
Im eigenen Instagram-Profil erklärt Volcano 2019: „Ich bin ein nichtbinärer, geschlechts-nonkonformistischer intersexueller Künstler, Aktivist und Erzieher, geboren in Kalifornien und in Schweden lebend nach 26 Jahren in London.“

## Karriere
Bis in die 1990er-Jahre war Della Grace der Künstlername. Nach der Heirat von Johnny Volcano wurde Del LaGrace Volcano zum Künstlernamen, um Ablehnung von binären Geschlechternormen und Heteronormativität auszudrücken. Früh versteht Volcano sich „als selbsternannter Hermaphrodit“ und ändert auch bewusst das (weibliche) Aussehen − beispielsweise mit Gesichtsbehaarung, um mit klassischen Rollenerwartungen und Geschlechtergrenzen zu brechen. Es geht dabei um einen ständigen Wechsel zwischen den klassischen Geschlechterrollen Mann/Frau. Volcanos im September 2005 verfasstes Profil gibt diesen Ansatz wieder:

“As a gender variant visual artist I access ‘technologies of gender’ in order to amplify rather than erase the hermaphroditic traces of my body. I name myself a gender abolitionist. A part time gender terrorist. […] I believe in crossing the line as many times as it takes to build a bridge we can all walk across.”

„Als ein geschlechtsabweichender optischer Künstler nutze ich ‚geschlechtliche Techniken‘, um die hermaphroditischen Spuren meines Körpers zu verstärken, anstatt sie auszulöschen. Ich nenne mich einen Geschlechtsabschaffer. Einen Teilzeit-Geschlechterterroristen. […] Ich glaube daran, die Linie so oft zu überschreiten zu können, bis eine Brücke entsteht, auf der wir alle hinüberwechseln können.“

Volcanos Arbeiten behandeln und hinterfragen Geschlechterrollen und deren visuelle Darstellung. Mit Fotografien lesbischer Subkultur, die etwa Sex im öffentlichen Raum, sadomasochistische Praktiken und Drogen- und Barkultur zeigen, wird ein raues Bild dargestellt, das als bewusste Gegeninszenierung zu einem „braven“ Image von Lesben zu verstehen ist.
2002 war Volcano Teil des schweizerisch-deutschen Dokumentarfilms Venus Boyz von Gabriel Baur über Dragqueens. 2012 hatte Volcano eine „Retrospektive in der Mitte der Karriere“ (mid-career retrospective) im Leslie-Lohman Museum of Gay and Lesbian Art in New York.

## Veröffentlichungen
- 1991: als Della Grace: Love Bites. Gay Men’s Press, London (englisch).[7]
- 1999: zusammen mit Judith „Jack“ Halberstam (Text): The Drag King Book. Serpent’s Tail, London (englisch).
- 2000: Sublime Mutations. Konkursbuchverlag, Tübingen, ISBN 3-88769-135-0 (Leseprobe).
- 2005: Sex Works. Konkursbuchverlag, Tübingen, ISBN 978-3-88769-346-6 (mit einem Essay von Beatriz Preciado).
- 2008: zusammen mit Ulrika Dahl (Text): Femmes of Power: Exploding Queer Femininities. Serpent’s Tail, London, ISBN 978-1-84668-664-1 (englisch).